# Diez horas de caza
 Diez horas en la cacería  Diez Horas en Chapeline es un cuento de Jules Verne, publicado en 1881. 

## Antecedentes
El cuento fue escrito en 1881, luego editado en el Journal d'Amiens. Fue retomada al año siguiente en las Memorias de la Academia Amiens y también apareció por Hetzel, siguiendo el Rayón Verde, en un texto reelaborado, para la colección de Viajes Extraordinarios. Las ilustraciones son de Gédéon Baril. 

## Síntesis
Se narra la primera salida y la última de Jules Verne a cazar. Aparecen algunos sucesos con tono divertido. Verne hiere a un aldeano, destroza el sombrero de un gendarme, se le retira el arma y se le impone una multa, etc. Al fin, concluye que no volverá a cazar.